# وودلان-اوک‌دیل (کنتاکی)
وودلان-اوک‌دیل (به انگلیسی: Woodlawn-Oakdale) یک منطقهٔ مسکونی در ایالات متحده آمریکا است که در شهرستان مک‌کراکن، کنتاکی واقع شده‌است. وودلان-اوک‌دیل ۱۵٫۴ کیلومتر مربع مساحت و ۴٬۹۳۷ نفر جمعیت دارد.